# Peacock (Katy Perry)
Peacock è un brano musicale della cantautrice statunitense Katy Perry, seconda traccia del secondo album in studio Teenage Dream, pubblicato il 24 agosto 2010 dalla Capitol.
Il brano ha incontrato lo sfavore di molti critici musicali, ma ha raggiunto il cinquantaseiesimo posto in Canada e il primo nella classifica dei brani dance più venduti degli Stati Uniti a seguito dell'uscita dell'album.
Il 26 giugno 2014 il brano è stato certificato disco di platino dalla RIAA per aver raggiunto la soglia di 1.000.000 di download digitali.

## Descrizione
Peacock è un brano dance pop, con un ritmo dance up-tempo. Quando le fu chiesto il significato del brano, Perry ha dichiarato: "Spero che diverrà un inno dei gay pride, i pavoni rappresentano molto un'individualità... Non dice solo: 'Voglio vedere il tuo rigonfiamento'." E subito è passata al chiarimento: "Usa la parola cock (pene), ma la parola fart (peto) usa anche art (arte)! Dipende dai punti di vista!" Poi raccontò che la Capitol non aveva voluto che Peacock entrasse nell'album per il suo significato controverso. "Erano tutti un po' in ansia per la parola 'cock' ed ebbi la sensazione di un déja vù perché era successa esattamente la stessa cosa per I Kissed a Girl. E mi dissero: 'Non lo vediamo proprio come un singolo, né nell'album", e io replicai: "Voi ragazzi siete tutti idioti!".

## Accoglienza

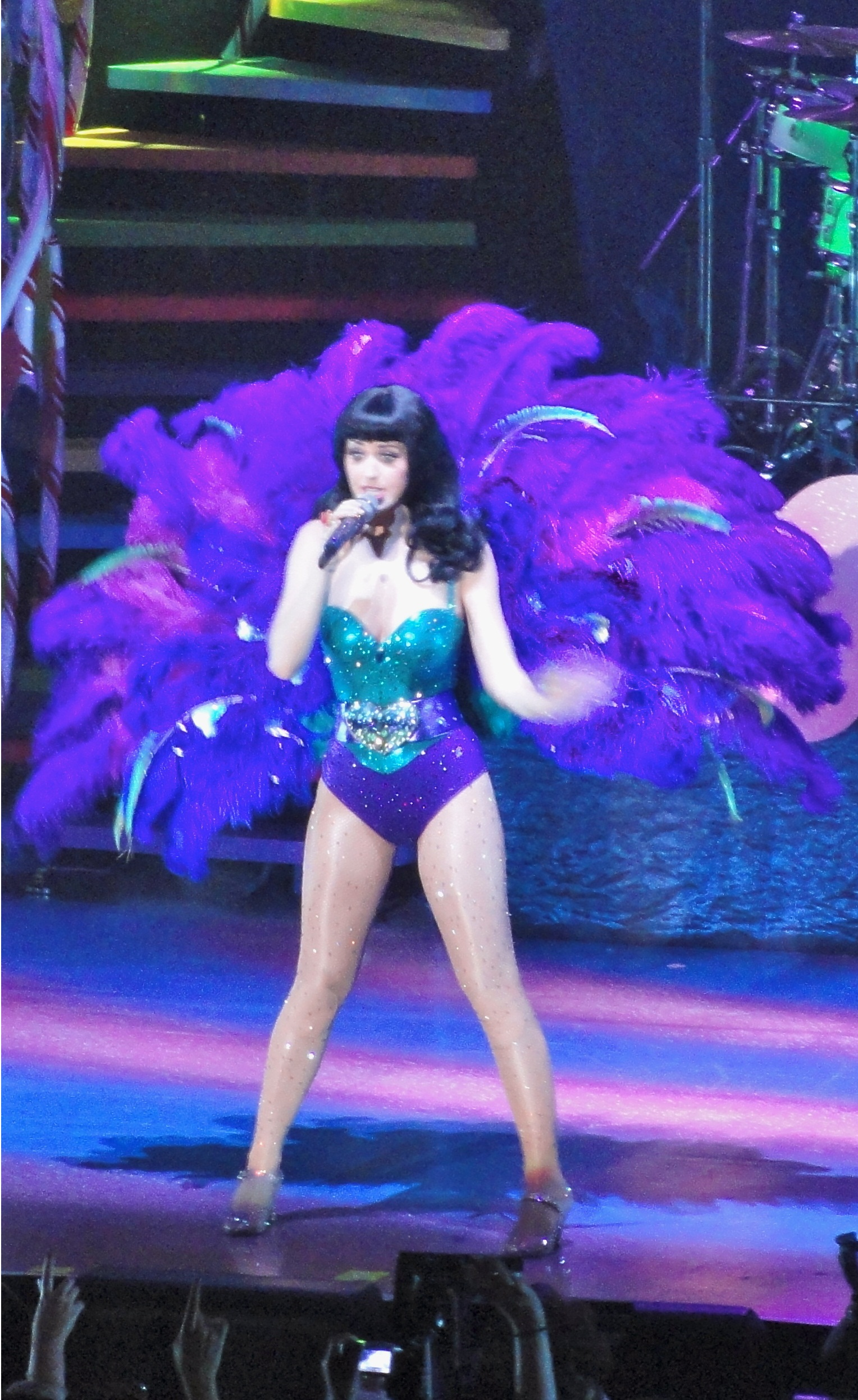
Katy Perry canta Peacock dal vivo a Bournemouth, in Inghilterra, marzo 2011.

Peacock ricevette molte critiche negative, soprattutto per la controversa frase "cock, cock, cock". Il Chicago Tribune affermò che "Peacock pone il ritmo di Mickey cantato da Toni Basil in una volgare metafora che appena lo qualifica come una burla senza colore con le forme di una canzone". AllMusic scrisse che "Katy Perry si fa conoscere per una volgarità disperata implorando a un ragazzo di mostrarle il suo "Peacock" (cantando ripetutamente "cock cock cock" come se noi non avessimo colto da casa la sola allusione). Tutta questa grossolana provocazione è sufficiente, e non solo perché ne abbiamo in abbondanza (nessuna della quale ci scuote particolarmente). È noiosa perché, nel suo intimo, Katy Perry è un po' all'antica e non riveste alcuna canzonatura aggressiva." Rolling Stone scrive che "il sequel di Hollaback Girl degli StarGate mastica un hook tamburellante ripreso da Mickey di Toni Basil quando Katy Perry ricorre all'azione, cantando 'I wanna see your peacock-cock-cock' — acuto!".

## Classifiche
| Classifica (2010)   | Posizione massima |
| ------------------- | ----------------- |
| Canada              | 56                |
| Regno Unito         | 125               |
| Repubblica Ceca     | 52                |
| Stati Uniti         | 105               |
| Stati Uniti (Dance) | 1                 |